# Ulug Begs observatorium

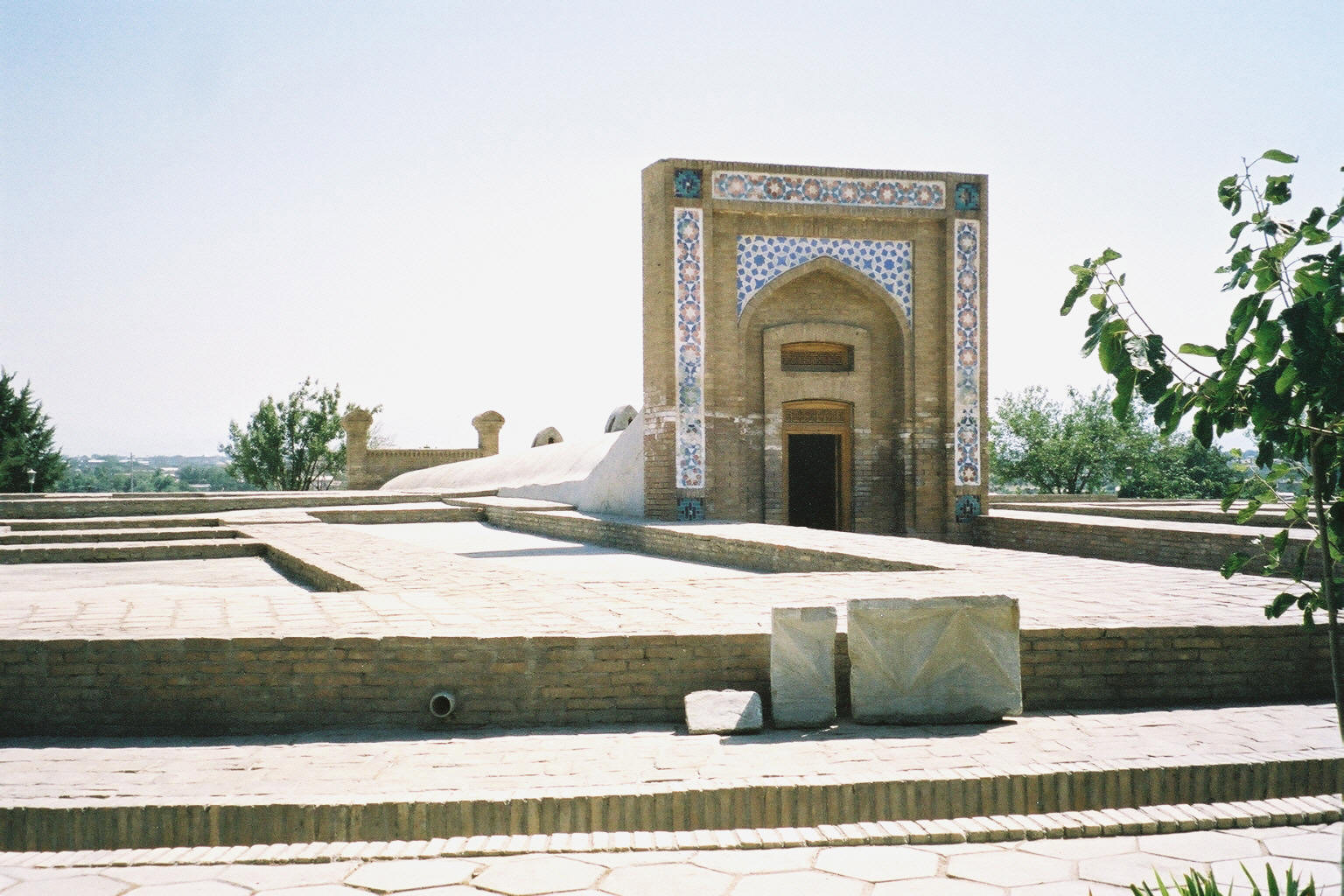
Ulug Begs observatorium, 2001.

Ulug Begs observatorium uppfördes på 1420-talet av Ulug Beg i Samarkand i Uzbekistan. 
Det var sin tids största astronomiska observatorium, bland annat med en meridianbåge med en radie på 40 meter. Idag återstår endast en spillra av det en gång tre våningar höga observatoriet, på en höjd i Samarkand.